# Evolution (Sabrina Carpenter)
Evolution (reso graficamente come ƎVO⅃UTION) è il secondo album in studio della cantante statunitense Sabrina Carpenter, pubblicato il 14 ottobre 2016 dalla Hollywood Records.

## Tracce
1. On Purpose – 3:58 (Sabrina Carpenter, Ido Zmishlany)
2. Feels Like Loneliness – 3:20 (Sabrina Carpenter, Ido Zmishlany)
3. Thumbs – 3:36 (Priscilla Renea, Steve Mac)
4. No Words – 3:32 (Sabrina Carpenter, Ido Zmishlany)
5. Run and Hide – 3:29 (Sabrina Carpenter, Jimmy Robbins)
6. Mirage – 3:25 (Sabrina Carpenter, Nick Bailey, Jeff Halavacs, Ryan Ogren)
7. Don't Want It Back – 3:01 (Sabrina Carpenter, Steph Jones, Rob Persaud)
8. Shadows – 2:52 (Sabrina Carpenter, Steph Jones, Rob Persaud)
9. Space – 3:06 (Sabrina Carpenter, Missy Modell, Daniel Kyriakides)
10. All We Have Is Love – 3:02 (Sabrina Carpenter, Afshin Salmani, Josh Cumbee)